# Wiener (Hauskaninchen)

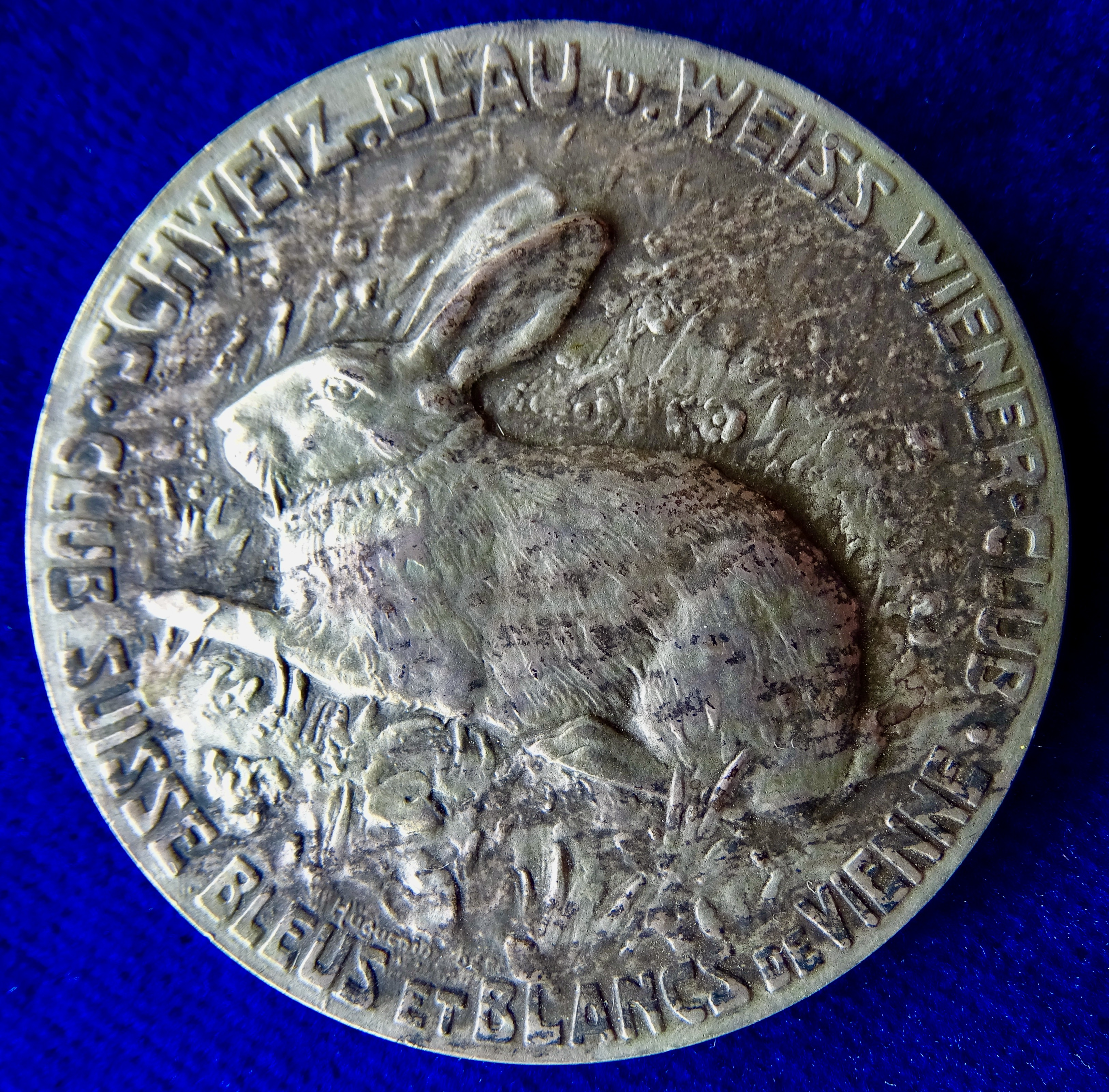
Blau- und Weisswienerklub Schweiz Vorderseite der Prämienmedaille

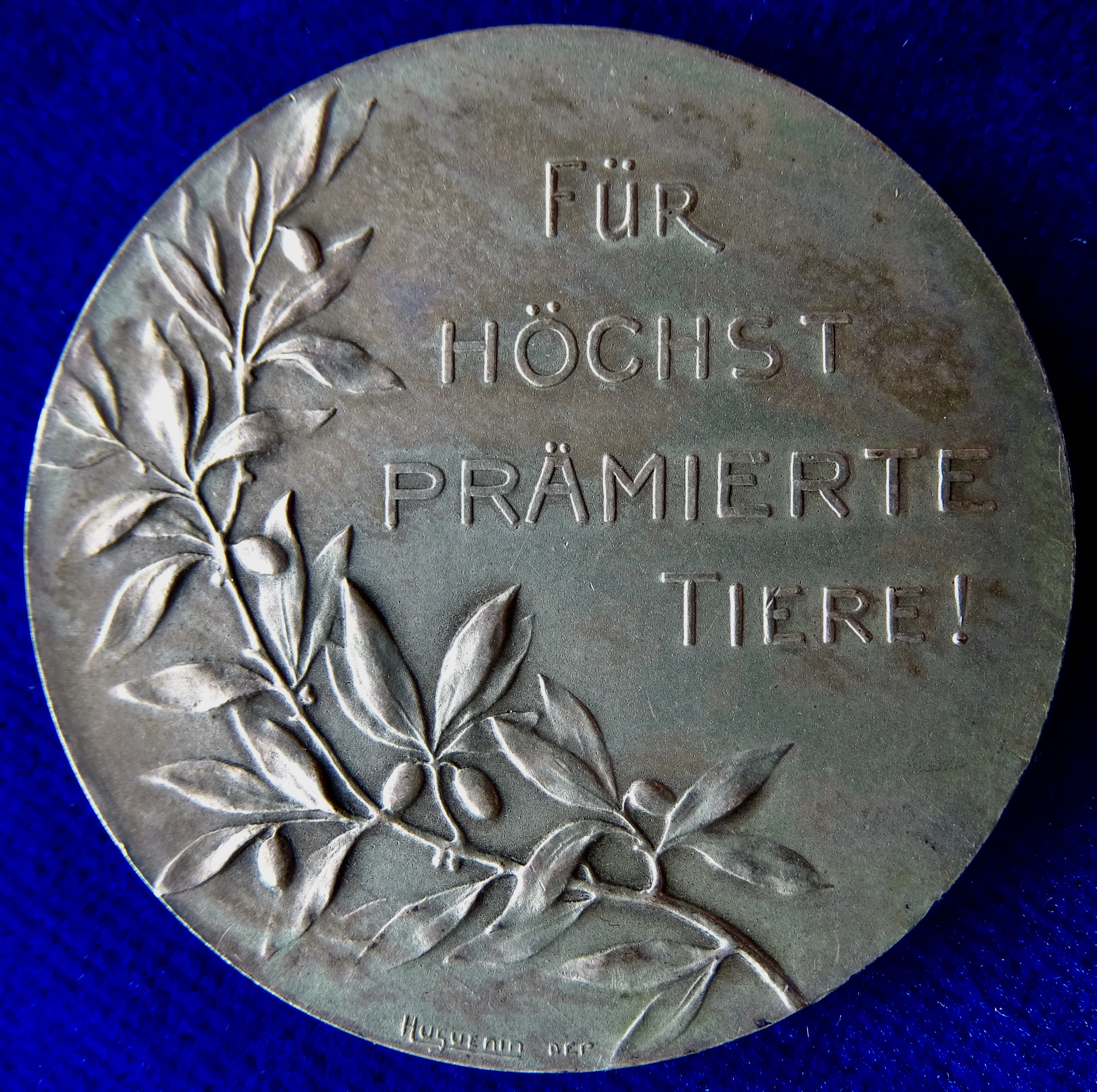
Die Rückseite dieser Medaille von Henri Huguenin

Als Wiener oder Wienerkaninchen bezeichnet man eine Gruppe mittelgroßer Kaninchenrassen, die eine ähnliche Größe und Körperform haben. Sie sind keine Farbenschläge einer Rasse, sondern selbständige Rassen mit eigener Geschichte. Benannt sind die Wiener nach der Stadt Wien, da dort der Blaue und der Weiße Wiener erstmals gezüchtet wurden. Zur Gruppe der Wienerkaninchen zählen in Deutschland folgende Rassen:

## Weiße Wiener

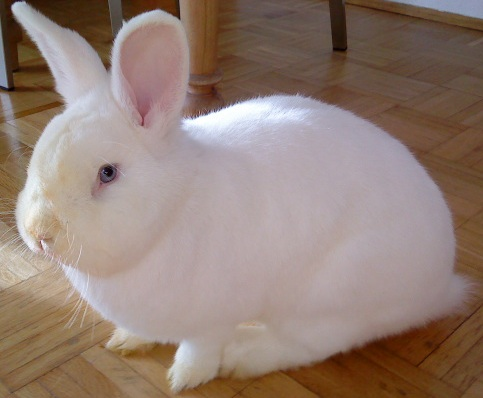

Der Weiße Wiener ist eine reinweiße Kaninchenrasse mit blauen Augen und einem Gewicht von 4 bis 5 kg. Der Körperbau ist leicht gedrungen und walzenförmig. Der Weiße Wiener ist, im Gegensatz zum Weißen Neuseeländer, kein Albino, sondern ein leuzistisches Tier. Diese Mutation betrifft ein anderes Gen als die Albinoserie, die Erbformel des Weißen Wieners wird mit A-----x angegeben. Kreuzt man leuzistische Tiere mit Albinos, ergibt sich in der F1-Generation gefärbte Nachkommenschaft.
Als Herauszüchter des Weißen Wieners gilt der österreichische Eisenbahnbeamte Wilhelm Mucke (in manchen Publikationen auch Mucki) aus Wien. Er glaubte, durch Verdrängungszucht aus blauweißen Holländerkaninchen ein weißes Kaninchen mit blauen Augen entwickelt zu haben, das er nach 15-jähriger Zuchtarbeit 1907 erstmals auf einer Ausstellung vorstellte. Heute ist bekannt, dass der Weiße Wiener nicht, wie wahrscheinlich das wieder verschwundene Husumer Blauauge des Züchters Hermann Ziemer aus Arnstadt (benannt nach Husum, seinem früheren Wohnsitz) und das fast reinweiße Hotot, auf Verdrängungszucht, sondern einer eigenständigen Mutation beruht.
Da die Tiere gemäß ihrer Abstammung von Holländerkaninchen relativ klein waren, kreuzte Mucke Weiße Riesen sowie weiße Widderkaninchen ein, um die angestrebte Mittelrasse analog dem damals schon bekannten Blauen Wiener zu erreichen. In Deutschland machte sich besonders der Züchter Ernst Ordel, der die ersten Tiere 1910 bezog, um die Rasse verdient.
Da der Weiße Wiener die damals einzige mittelgroße, rein weiße Kaninchenrasse war, wurde sie in der Zeit des Nationalsozialismus als Wirtschaftsrasse anerkannt und besonders gefördert, was zu ihrer starken Verbreitung beitrug. Erst in den 1960er-Jahren kam der – allerdings albinotische – Weiße Neuseeländer als mittelgroße, weiße, sehr stark auf Wirtschaftlichkeit gezüchtete Kaninchenrasse dazu. Heute ist man bestrebt, den etwas leichteren und feingliedrigeren Körperbau des Weißen Wieners vom extrem blockigen Typ des Weißen Neuseeländers abzugrenzen.
Der Weiße Wiener ist auch heute noch eine der beliebtesten Kaninchenrassen, im Jahre 2004 wurden im Rahmen der Zuchttierbestandserfassung des Zentralverbandes Deutscher Rasse-Kaninchenzüchter fast 15000 aufgezogene Jungtiere dieser Rasse gezählt.

## Blaue Wiener

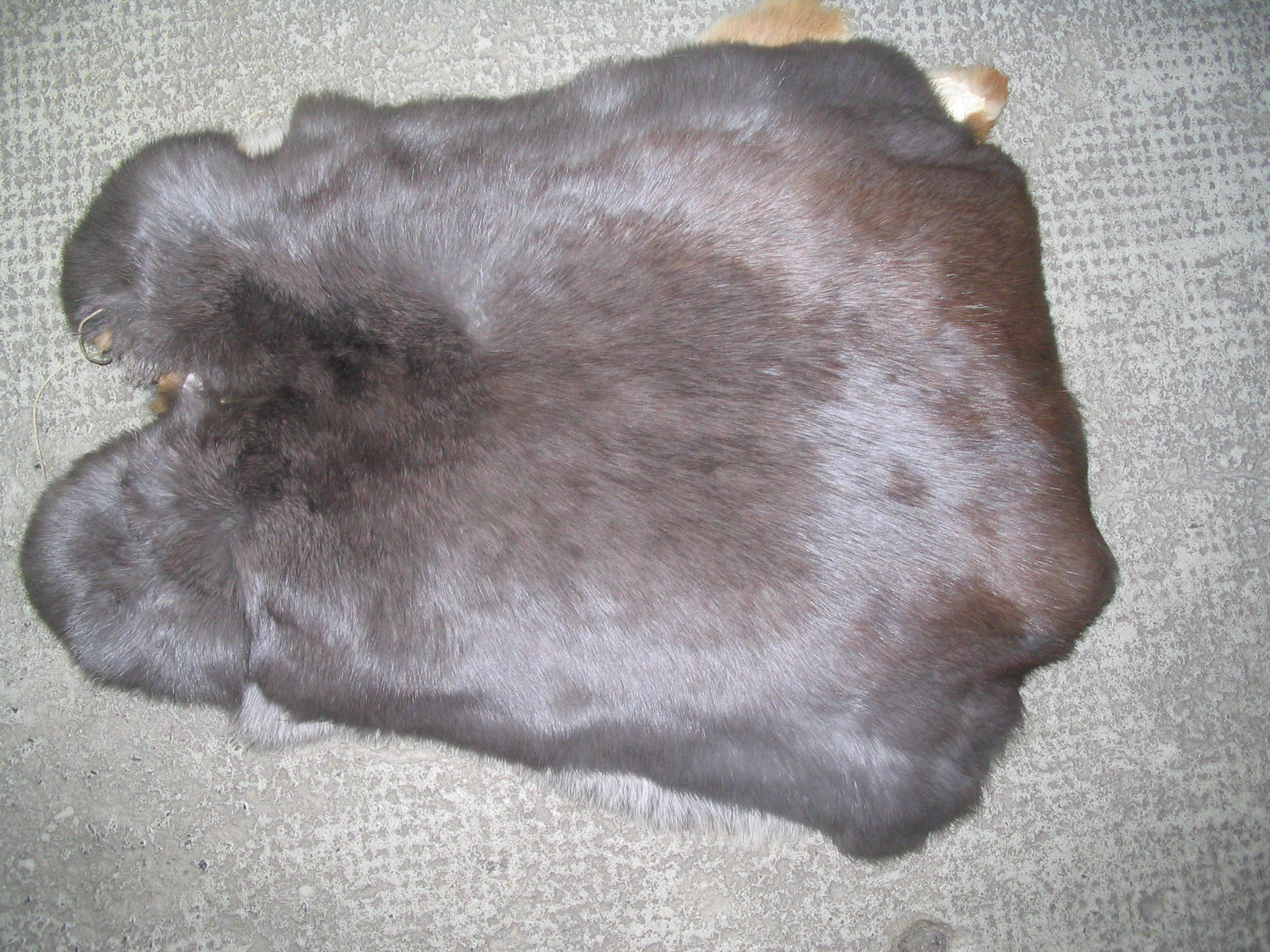
Abgezogenes Fell eines Blauen Wieners

Der Blaue Wiener ist ein einfarbiges blaues, mittelgroßes Kaninchen von 4,25 bis 5,25 kg. Der Körper soll leicht gestreckt und walzenförmig sein. Der Blaue Wiener ist eine der bekanntesten und beliebtesten Kaninchenrassen.
Die Erbformel der Rasse kann mit ABCdg (Deutsche Symbolik) oder aBCdE (internationale Symbolik) angegeben werden.
Blaue oder blauwildfarbige Kaninchen sind seit längerer Zeit bekannt, fanden jedoch bis Ende des 19. Jahrhunderts kaum Beachtung. Um 1895 setzte sich der Beamte der Wiener Eisenbahngesellschaft Johann Constantin Schultz (* 15. September 1856; † 9. Februar 1909) aus Wien-Hetzendorf die Aufgabe, den „Blauen Wiener Riesen“ zu züchten. Er verwendete dazu nach eigenen Angaben Belgische Riesen, französische Halbwidder und Lothringische Riesen. Inwieweit blaue Kaninchen aus Mähren bei der Entwicklung der Rasse eine Rolle gespielt haben, ist in der Literatur umstritten. Blaue Kaninchen sollen in Mähren weit verbreitet gewesen sein und auch als Schlachtkaninchen nach Wien geliefert worden sein. Es gibt heute in Tschechien und der Slowakei eine Rasse „Mährische Blaue Kaninchen“, die farblich dem Blauen Wiener entspricht, allerdings im Bau schlanker und etwas schwerer eher den Riesenkaninchen ähnelt. 1895 wurde die neue Rasse erstmals ausgestellt und 1897 vom österreichischen Zuchtverband als „Blaue Riesen“ anerkannt. 1903 erfolgte der Import nach Deutschland. Die ersten Jahre der Rasse waren von einem Richtungsstreit geprägt, der vor allem eine Entscheidung zwischen zwei Zuchtrichtungen verlangte. Während ein Teil der Züchter ein blaues Riesenkaninchen anstrebten und die Frage des Gewichtes höher priorisierten als die der Farbe, stand für einen anderen Teil die Farbgebung der von ihnen als Mittelrasse gewünschten Tiere im Vordergrund. Auch über den genauen Farbton und die Ausprägung der blauen Farbe gab es Diskussionen, anfangs waren die Blauen Wiener zum Teil blaugrau, das heißt blauwildfarbig.

## Graue Wiener

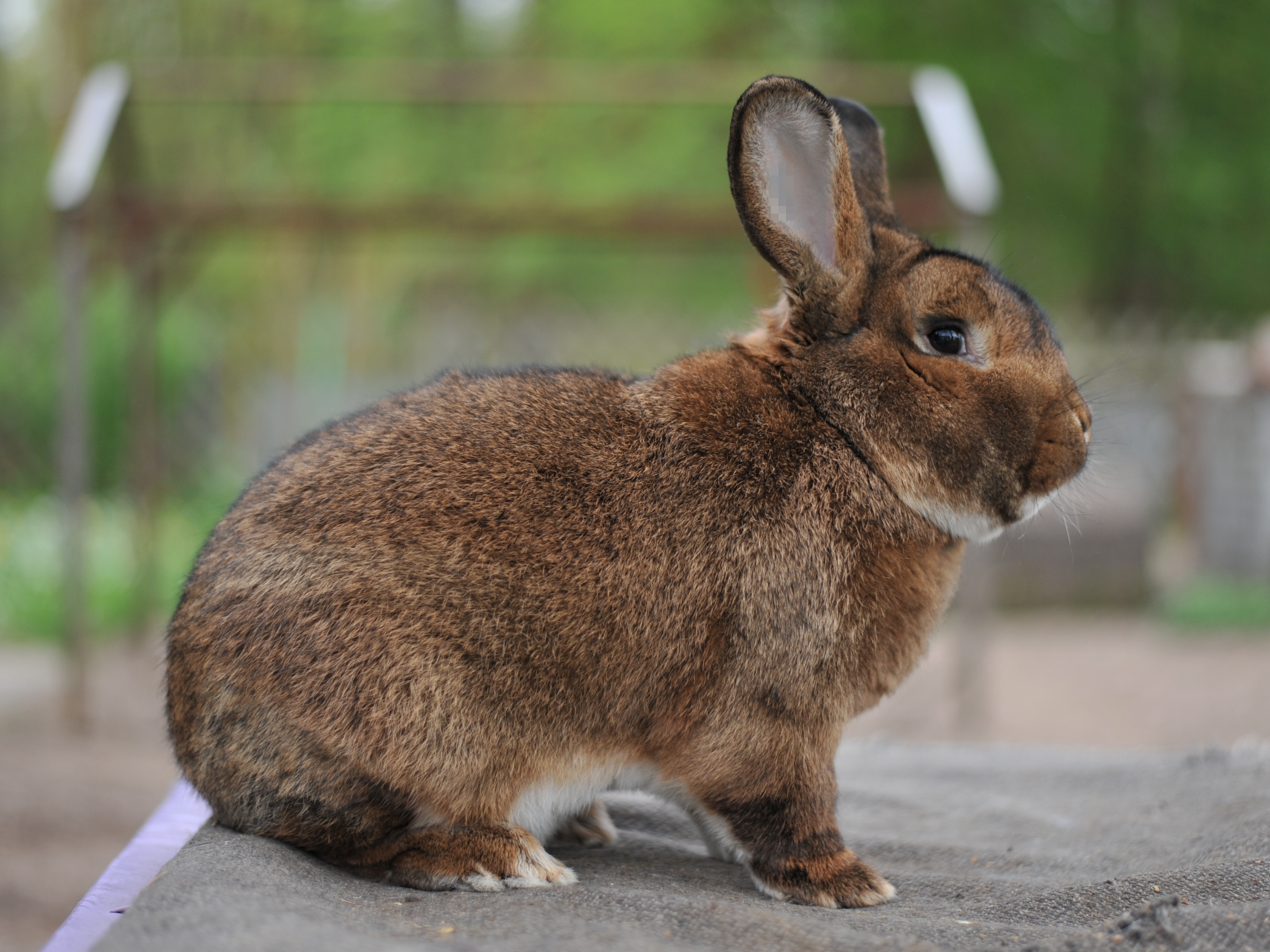
Grauer Wiener

Der Graue Wiener ist ebenfalls eine mittelgroße Kaninchenrassen vom Typ des Blauen Wieners, allerdings von wildgrauer Farbe.
Der Graue Wiener führt sich zurück auf das sogenannte „Deutsche Kaninchen“, das auch vor dem Aufkommen der Rassezucht schon in großer Zahl gehalten und im ersten Standard von 1893 aufgeführt wurde. Es handelte sich um einen eher den kleinen Rassen zuzuordnendem Typ von bis zu 2,5 kg Gewicht. Besondere Anforderungen an die Farbe wurden nicht gestellt, neben wildgrauen kamen auch gescheckte und andersfarbige Tiere vor. Die zunehmende Zahl anderer Rassen verdrängte diesen Typ von Kaninchen und so wurden sie auch nicht mehr in die Standards aufgenommen.
Im Zuge der Gleichschaltung im Nationalsozialismus wurden auch die Kaninchenzüchter im Reichsfachausschuß Kaninchen des Reichsverbandes Deutscher Kleintierzüchter zusammengefasst. Zu den Bestrebungen dieser Organisation gehörte die Verringerung der Zahl der Kaninchenrassen und die Konzentration auf wenige, als Wirtschaftsrassen angesehene Typen. Im Zuge dieser Bemühungen sollte mit einem mittelgroßen, grauen Kaninchen auch das Deutsche Einheitskaninchen geschaffen werden. Diese Bemühungen waren aber nur von geringem Erfolg gekrönt. Die Zucht grauer Tiere im Format der Wiener Kaninchen erfolgte durch Verpaarung von Großchinchilla mit Blauen Wienern. Nach nochmaligem Namenswechsel wird die Rasse seit 1962 als Grauer Wiener geführt und ist heute mit einiger Regelmäßigkeit auf Ausstellungen zu sehen.
Der Graue Wiener ist genetisch ein wildfarbiges Tier, die entsprechende Erbformel lautet ABCDG (Deutsche Symbolik) oder ABCDE (internationale Symbolik).

## Blaugraue Wiener

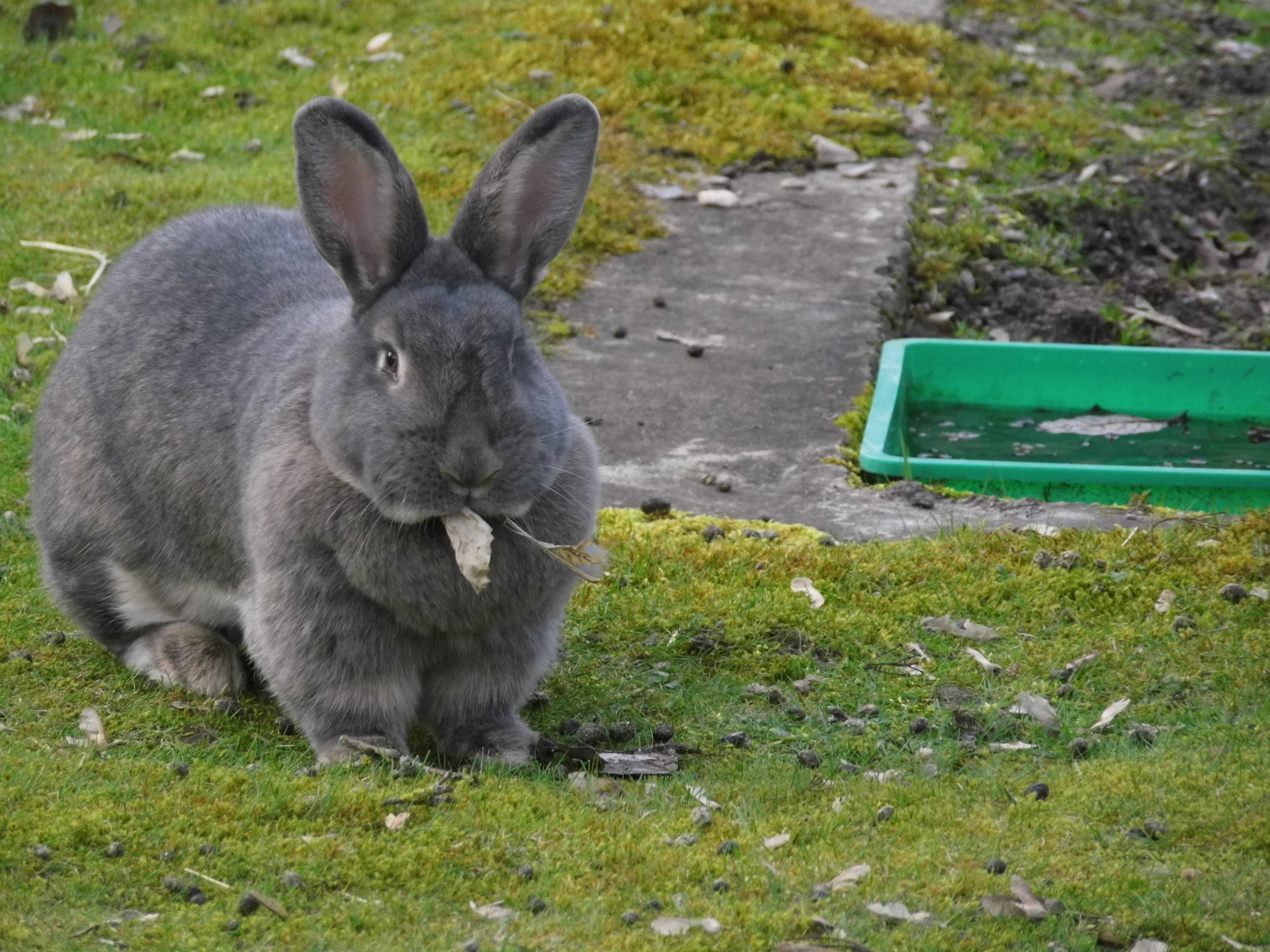
Blaugrauer Wiener

Der Blaugraue Wiener ist eine blauwildfarbige mittelgroße Kaninchenrasse. In Fellfarbe und Genetik entspricht er dem Perlfeh. Der Blaugraue Wiener ist das Ergebnis verschiedener Versuche, ein größeres Perlfehkaninchen zu züchten. Ein Beispiel dafür ist das Honnefer Riesenfeh. Zugunsten des Grauen Wieners war der Blaugraue Wiener 1961 aus dem Standard genommen worden, wurde jedoch 1997 wieder als eigenständige Rasse aufgenommen. Die Erbformel des Blaugrauen Wieners entspricht der des Perlfehkaninchens: ABCdG bzw. ABCdE Abcdg (Deutsche Symbolik) bzw. abCde (Englische Symbolik).

## Schwarze Wiener
Das Schwarze Wienerkaninchen, ein rein schwarzes Tier vom Wienertyp, wird seit etwa 1925 gezüchtet. In Form und Gewicht entspricht es dem Blauen Wiener. Seine Erbformel ist: ABCDg (Deutsche Symbolik) bzw. aBCDE (internationale Symbolik).